# Comarca de la Bahía de Cádiz

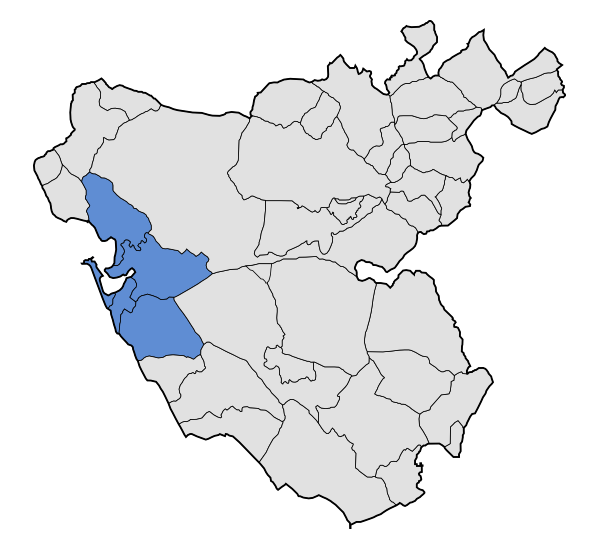
Mapa de los términos municipales que forman parte de la Bahía de Cádiz.

La Bahía de Cádiz es de las seis comarcas de la provincia de Cádiz, en Andalucía.

## Municipios
Está formada por los municipios de Cádiz, Chiclana de la Frontera, Puerto Real, El Puerto de Santa María y San Fernando. Limita con el océano Atlántico, la Costa Noroeste de Cádiz, la Campiña de Jerez y La Janda.
| Escudo         | Municipio                | Población (2022) | Superficie (km²) | Densidad (hab./km²) |
| -------------- | ------------------------ | ---------------- | ---------------- | ------------------- |
|                | Cádiz                    | 113.066          | 12,3             | 9192,3              |
|                | San Fernando             | 94.120           | 30,66            | 3069,7              |
|                | El Puerto de Santa María | 89.435           | 159,34           | 561,2               |
|                | Chiclana de la Frontera  | 87.493           | 205,45           | 425,8               |
|                | Puerto Real              | 41.963           | 195,96           | 214,1               |
| Bahía de Cádiz | Bahía de Cádiz           | 426.077          | 603,71           | 705,7               |

## Geografía física
El accidente geográfico que da nombre a la comarca es la bahía de Cádiz, en la que desembocan los ríos Guadalete, el Iro y el río Salado de Rota y en cuyo litoral abundan las marismas, esteros y caños de agua salada, como el río San Pedro y el Caño de Sancti Petri. Gran parte de ese territorio marismeño está enmarcado en el parque natural de la Bahía de Cádiz.

## Administración
Todos los municipios de la comarca forman parte de la Mancomunidad de Municipios Bahía de Cádiz, del Área metropolitana de la Bahía de Cádiz y del Consorcio de Transportes de la Bahía de Cádiz. Chiclana de la Frontera es cabeza del partido judicial n.º 1 de la provincia de Cádiz, mientras que Cádiz es el partido n.º 4, San Fernando el 9, El Puerto de Santa María el 10 y Puerto Real el 13. 
Todas las localidades de la comarca forman parte de la diócesis de Cádiz y Ceuta —excepto parte de El Puerto de Santa María—, bajo la jurisdicción eclesiástica del obispado homónimo, sufragáneo del Arzobispado de Sevilla. Los territorios de esta comarca formaban parte del antiguo Reino de Sevilla y estuvieron durante siglos bajo diversos poderes jurisdiccionales, como son la Casa Real Española, que tuvo Cádiz y Puerto Real; la casa de Medina Sidonia, que tuvo Chiclana; la casa de Medinaceli, que tuvo El Puerto de Santa María y la casa de Arcos, que tuvo San Fernando.